# Kasia Kowalska
Pour les articles homonymes, voir Kowalska.

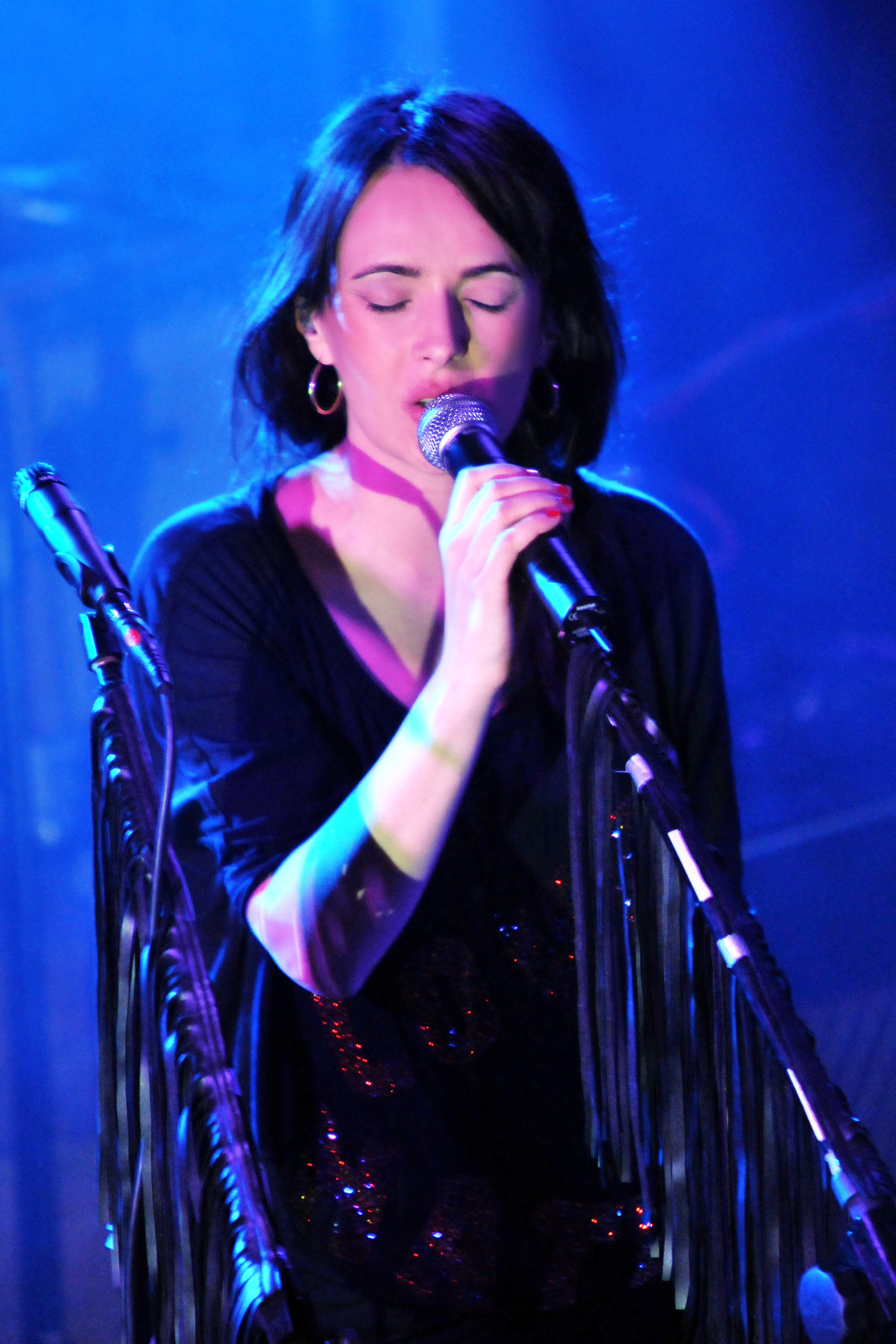
Kasia Kowalska, Gdynia, février 2009.

Kasia Kowalska, de son vrai nom Katarzyna Kowalska, est une chanteuse polonaise, née le 13 juin 1973 à Sulejówek, en Pologne. Auteur de toutes les paroles de ses chansons, elle participe parfois à la composition de ses musiques qui sortent bien souvent du style rock dans lequel on a tendance à classer habituellement la chanteuse. N'hésitant pas à reprendre des standards avant de chanter ses propres compositions, plusieurs fois disque de platine, Kasia Kowalska est devenue au fil des quinze dernières années une artiste de premier plan.

## Carrière musicale

### Ses débuts, de la fin des années 1980 à 1997
Elle commence à chanter à la fin des années 1980 dans des petites salles de la banlieue de Varsovie puis collabore avec plusieurs formations, dont le groupe Talking pictures, avec qui elle enregistre un album, et le groupe Evergreen de Robert Amirian.
Repérée par la maison de disques Universal Music Polska, elle enregistre Gemini en 1994, son premier album solo, puis elle entame une tournée de concerts avec Edyta Bartosiewicz. Plusieurs singles sont tirés de l'album Gemini ("Gémeau", son signe zodiacal) et rencontrent un vif succès en radio. L'album est disque de platine.
En 1995 elle remporte le Grand Prix et le Prix du public du prestigieux Festival de musique de Sopot et fait la couverture des principaux magazines polonais. En novembre de la même année, elle sort un album live : Koncert inaczej ("Un concert autrement") dans un style très jazz. Cet album deviendra rapidement disque d'or, il est aujourd'hui double disque de platine.
En 1996, elle représente la Pologne au concours de l'Eurovision à Oslo avec le titre "Chcę znać swój grzech" ("Je veux connaître mon pêché"), qui se classe à la quinzième place. La même année, elle enregistre Modlitwa Esmeraldy ("la prière d'Esmeralda") pour la bande son polonaise du dessin animé Le Bossu de Notre-Dame des studios Disney et sort un troisième album : Czekając na... ("En attendant..."). À l'issue d'une nouvelle série de concerts, elle remporte son troisième disque de platine en trois ans avec cet album. Elle s'essaye au cinéma, où elle joue le rôle d'une toxicomane dans le film de Maciej Dutkiewicz Nocne Graffiti ("Graffiti nocturnes") et pour lequel elle interprète un des titres de la bande son.
En 1997, peu après la naissance de sa fille Alexandra Julia, elle chante avec le père de cette dernière, Kostek Yoriadis Jeśli chcesz kochanym być ("Si tu veux être aimé"). Ce sera leur dernier projet commun, le couple se sépare peu après. La chanteuse s'enfonce alors dans la dépression et commence à souffrir d'anorexie.

### De "Pleine de craintes" à "Seule dans une grande ville": 1998-2007
En 1998, elle parvient pourtant à sortir un quatrième album : Pełna obaw ("Pleine de craintes"), qui reflète entièrement l'état dans lequel elle est plongée. Malgré un style qui tranche avec le rock énergique auquel était habitués ses fans et des textes parfois assez défaitistes, c'est un nouvel album de platine.
Ce nouveau succès l'aide à sortir de la maladie et la pousse à accepter une série de concerts aux États-Unis qu'elle donnera deux ans plus tard, alors que sort son cinquième album, intitulé simplement 5.
En 2001, elle est sélectionnée aux MTV Music Awards dans la catégorie meilleur artiste polonais et décroche le prix. Elle participe aux concerts de Sting et de Robert Plant qui ont lieu en Pologne au cours de cette même année et enregistre un titre sur l'album-hommage à Ayrton Senna, un projet auquel participent notamment Queen, Phil Collins et Pink Floyd. À ce sujet elle déclare : « Je n'ai jamais été fan de Formule 1, mais j'ai entendu parler de la mort tragique de Senna. Je me suis décidée aussi parce qu'on ne reçoit pas souvent la proposition de prendre part à quelque chose d'aussi fantastique. Enfin sur ce disque je suis la seule polonaise, et autour de moi il n'y a que des stars ! »
Enfin totalement rétablie, elle annonce avoir trouvé "l'antidote" à sa dépression, et c'est ainsi qu'elle appellera son sixième album (Antidotum), qui paraît en 2002. À un journaliste qui lui demande de quoi il s'agit, elle répond simplement : « Dans mon cas, il s'agissait surtout de problèmes d'ordre privé. Et en réalité, le meilleur antidote, c'est le temps ». Antidotum sera lui aussi disque de platine.
En 2004, elle sort un septième album, où elle revient au style de ses débuts, plus acoustique. Il s'intitule Samotna w wielkim mieście (« Seule dans une grande ville »). Il est illustré par un clip et des photos réalisés au Japon. L'album sera disque d'or en 2005.
Début 2006, les radios polonaises diffusent Dlaczego nie ("Pourquoi pas"), un titre qu'elle a enregistré pour le film du même nom.

### Actualité

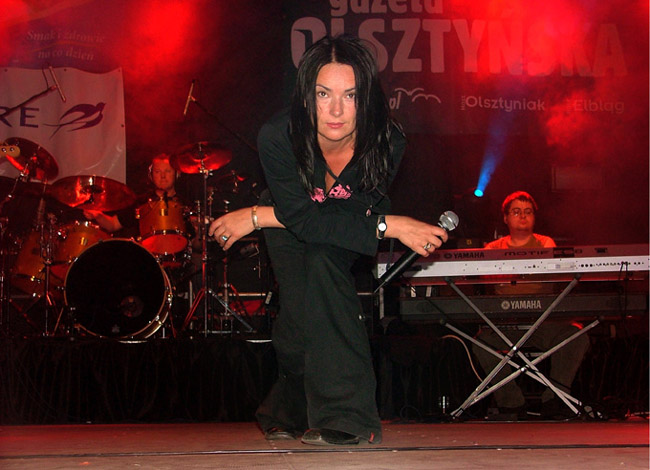
Kasia Kowalska

- 24 juin 2008 : naissance de son deuxième enfant, prénommé Ignacy (Ignace)
- 7 novembre 2008 : sortie de l’album "Antepenultimate" (disque de platine)
- 7 octobre 2010 : sortie de l’album-live "Ciechowski. Moja krew" ("Ciechowski. Mon sang"), où elle interprète des chansons de Grzegorz Ciechowski, le leader du groupe Republika décédé en 2001 ; celui-ci avait produit son premier album Gemini et avait longtemps joué un rôle de mentor musical auprès d’elle.

Actuellement, Kasia Kowalska est entourée des musiciens suivants :
- Jerzy Runowski (guitare), production musicale
- Jerzy Markuszewski (percussions)
- Bartłomiej Kapłoński (guitare)
- Paweł Grudniak (guitare basse)

## Discographie
- Albums

1994 - Gemini
1995 - Koncert inaczej
1996 - Czekając na...
1998 - Pełna obaw
2001 - 5
2002 - Antidotum
2004 - Samotna w wielkim mieście
2008 - Antepenultimate
- Singles (autres que ceux extraits des albums précédemment cités)

1995 - Zgubiony dom (bande-son du film Awantura o Basię)
1995 - Ave Maria (maxi-single édité pour les fêtes de fin d'année)
1996 - Modlitwa Esmeraldy (bande-son polonaise du dessin animé Le Bossu de Notre-Dame)
1996 - Chcę znać swój grzech / Why should I (single édité pour le grand Concours Eurovision de la chanson)
1997 - Straciłam swój rozsądek (bande-son du film Nocne Graffiti)
1997 - Jeśli chcesz kochanym być (avec Kostek Yoriadis)
1998 - I będziesz znów kochać
1999 - Chcę zatrzymać ten czas (repris dans la publicité pour la marque Coca-Cola)
1999 - Cicha noc (Douce nuit - maxi-single édité pour les fêtes de fin d'année)
2001 - Starczy słów (single édité pour le festival d'Opole)
2003 - Widzę twoją twarz
2003 - Mniejsze zło
2006 - Dlaczego nie (bande-son du film Dlaczego nie)
- Participations

1992 - The road / Talking Pictures - album Talking Pictures
1992 - Epiloque / Talking Pictures - album Talking Pictures
1992 - Tears for sorrow / Talking Pictures - album Talking Pictures
1992 - Song for you / Talking Pictures - album Talking Pictures
1993 - Demon / Fatum - album Demon
1993 - Moja modlitwa / Fatum - album Demon
1993 - E-77 / Fatum - album Demon
1993 - Krzyczę / Fatum - album Demon
1993 - Deszczowa Piosenka / Fatum - album Demon
1993 - Give a chance / Hetman
1994 - Gdybyś kochał hej / Piersi i przyjaciele - album 60/70
1994 - Umówiłem się z nim na dziewiątą / Piersi i przyjaciele - album 60/70
1995 - Modlitwa III - pozwól mi / Dżem - album List do R. na 12 głosów vol.2
1999 - Mniejsze zło / album Lato Przyjaźń Coca-Cola
1999 - Powiedz ile / Energy - album Energy
2000 - Jak w taki dzień deszczowy / album Tyle Słońca koncert poświęcony A.Jantar
2000 - Radość najpiękniejszych lat / album Tyle Słońca koncert poświęcony A.Jantar
2001 - Żyć coraz pewniej / album Claudia - miłość rozkwita latem
2001 - Goo Goo / Wojtek Pilichowski - album Pi
2001 - Masz odwagę / Wojtek Pilichowski - album Pi
2002 - Pomóż mi / Pomóż mi

## Filmographie
1997 - Nocne Graffiti (réalisateur : Maciej Dutkiewicz)